# Rinus Ferdinandusse

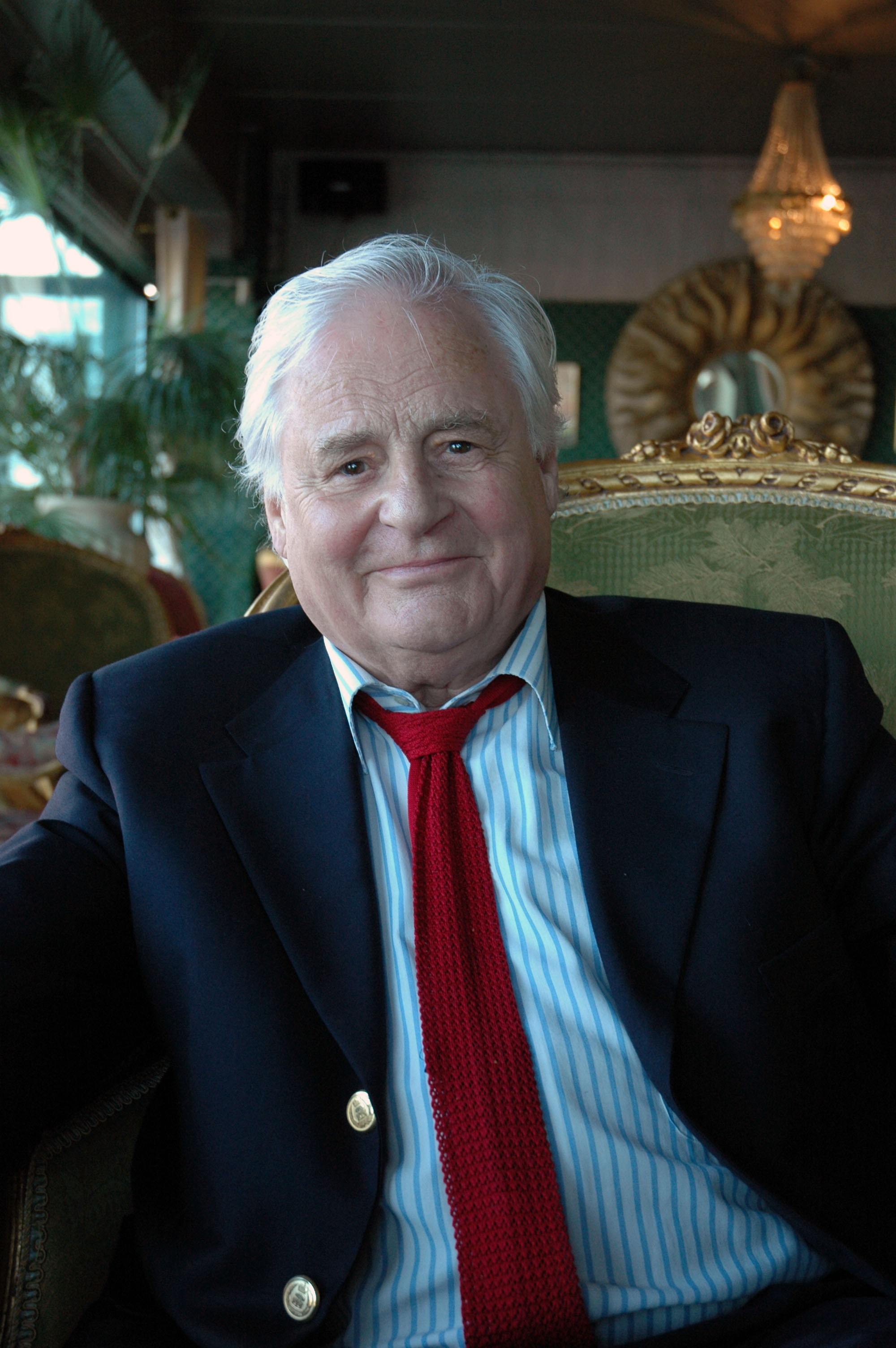
Rinus Ferdinandusse

Rinus Ferdinandusse (* 28. November 1931 in Goes; † 23. Juli 2022 in Amsterdam) war ein niederländischer Autor und Journalist. Er war von 1969 bis 1996 Chefredakteur der politischen Wochenzeitung (seit den 1990ern Zeitschrift) Vrij Nederland.

## Leben
In der Provinz Zeeland geboren, lebte Ferdinandusse in den Jahren 1938–1956 in Den Haag, dem in der Provinz Südholland gelegenen Regierungssitz der Niederlande. 1952 gründete er das „Haags Studentencabaret“, dies war noch vor seiner Studienzeit, da er zunächst in den Jahren 1952–54 bei der niederländischen Armee diente und dort zum Korporal aufstieg. 1954 übernahm Ferdinandusse die Leitung des Kabaretts und hatte sie auch dann noch inne, als seine Studienzeit längst beendet war.
Ein an der Universität von Amsterdam aufgenommenes Studium bei der (zu jener Zeit) sogenannten „Zevende Faculteit“ (siebte Fakultät, zuständig für sozial-politische Wissenschaften) schloss Ferdinandusse nicht ab. Von 1958 bis 1961 war er Redakteur der dortigen Studentenzeitschrift Propria Cures. In Anschluss daran war Ferdinandusse zusammen mit Jan Blokker, Joop van Tijn und anderen Redakteuren bei der satirischen Sendung „Zo is het toevallig ook nog eens een keer“, die in den Jahren 1963–1966 von der Rundfunkgesellschaft VARA ausgestrahlt wurde.
1959 wurde Ferdinandusse Mitarbeiter der Zeitung Vrij Nederland, seine dort veröffentlichten Kneipengeschichten waren von 1964 an mit dem Buch „Neem er eentje van mij“ beginnend auch in vier Sammelbänden zu finden. 1969 übernahm er als Chefredakteur die Nachfolge des zurückgetretenen Mathieu Smedts. Dieser hatte die zu seiner Antrittszeit kränkelnde Zeitung zu neuer Größe verholfen, unter Ferdinandusse war Vrij Nederland zumindest in den 70er Jahren eines der führenden Blätter der Linken in den Niederlanden. Wenn es auch nach 1978 etwas an Auflage verlor, so blieb es bis zu seinem Abtritt als Chefredakteur im Jahr 1996 ein erfolgreiches Medium. Die Chefredaktion teilte er sich von 1991 an mit Joop van Tijn, in seine letzte Zeit fällt noch die Umwandlung von einer Zeitung in ein Magazin.
Ferdinandusse trat neben seiner Redakteurstätigkeit vor allem auch als erfolgreicher Krimi-Autor in Erscheinung. Er ersann den Freien Journalisten Rutger Maria Lemming als eine seiner Hauptfiguren; das 1966 erschienene Buch „Naakt over de schutting“ wurde schließlich 1973 von Frans Weisz verfilmt. Seit 1980 erschien bei Vrij Nederland jährlich der von Ferdinandusse angestoßene „VN Detective en Thrillergids“ (Krimi- und Thrillerführer).
1993 war Ferdinandusse Vorsitzender der Jury der „Nederlandse Filmdagen“ (von 1994 an „Nederlands Film Festival“).
Seit 2002 hatte Ferdinandusse den Vorsitz des Filmfestivals Film by the Sea inne, das jährlich in Vlissingen stattfindet.

## Werke

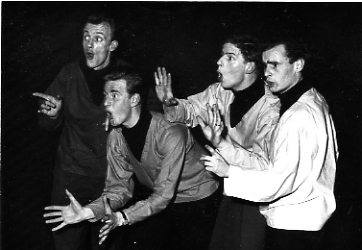
Rinus Ferdinandusse als Mitglied des „Haags Studentencabaret“ (rechts außen)

- Neem er eentje van mij, De Arbeiderspers, Amsterdam 1964
- Stukjes in de kraag, De Arbeiderspers, Amsterdam 1965
- Naakt over de schutting, De Arbeiderspers, Amsterdam 1966 (1973 von Frans Weisz verfilmt).
- Op de barkeeper beschouwd, De Arbeiderspers, Amsterdam 1967
- Zij droeg die nacht een paars corset De Arbeiderspers, Amsterdam 1967
- De brede rug van de Nederlandse maagd, De Arbeiderspers, Amsterdam 1968
- De zoon van een ouwe klare, De Arbeiderspers, Amsterdam 1969
- Het rijkste uit het leven van Douwe Trant, De Arbeiderspers, Amsterdam 1969
- En het hoofd werd op tafel gezet, De Arbeiderspers, Amsterdam 1970
- Tappelings, De Arbeiderspers, Amsterdam 1970
- De bloedkoralen van de bastaard, De Arbeiderspers, Amsterdam 1971
- Als je nog eens wat weet, De Arbeiderspers, Amsterdam 1972
- De zoon van Douwe Trant, De Arbeiderspers, Amsterdam 1973
- De haren van de vos, De Arbeiderspers, Amsterdam 1983
- Een klein vergrootglaasje, De Arbeiderspers, Amsterdam 1985
- Gedachten op dinsdagochtend, De Harmonie, Amsterdam 1991
- De terugkeer van Rutger Lemming, Ooievaar, Amsterdam 1996
- Licht Zeeuws (Mitarbeit), Administratief Dienstencentrum Zeeland, Vlissingen 1996
- Dovemansoren, CPNB, Amsterdam 2001 (Geschenkbuch in der Reihe "Maand van het Spannende Boek")
- De dood van een kroonprins (zusammen mit neun anderen Autoren), De Bezige Bij, Amsterdam 2002
- De mannen van de maandagochtend (mit Tomas Ross), De Bezige Bij, Amsterdam 2003
- Kidnap (mit Tomas Ross), Cargo, Amsterdam 2004
- Als sterren naar de hemel gaan; 21 portretten van beroemde Hollywood-godinnen, Thomas Rap, Amsterdam 2004